# فاطمة السقطرية
فاطمة بنت حمد بن خلفان بن حميد الجهضمية (عاشت في القرن الثالث الهجري وتوفيت عام 273  للهجرة )سيدة جليلة وشاعرة مقتدرة وامرأة صالحة عمانية، والزهراء لقب لها تيمنا بفاطمة بنت الرسول محمد صلى الله عليه وسلم  وعرفت بلقب الزهراء السقطرية لارتباط اسمها بقصة تحرير جزيرة سقطرى في عهد الإمام الصلت بن مالك الخروصي (حكم من  237 –272) معجم النساء العمانيات سلطان مبارك الشيباني ونقل الشيخ أحمد بن عبد الله الحارثي مؤلف كتاب اليسرى في إنقاذ سقطرى أنها من أقارب القاسم بن محمد الجهضمي الذي كان والياً على سقطرى والتي كانت امتدادا للدولة العمانية في عهد الإمام الصلت

## ولادتها ونشأتها
ولدت في سمد الشأن في محافظة الشرقية بسلطنة عمان في بيت علم وفضل وسياسة، تعلمت القرآن حتى حفظته، وتعلمت اللغة العربية، لعبت دورا بارزا في قصة تحريرجزيرة سقطرى من أيدي النصارى في عهد الإمام الصلت فيما أسماه الشيخ أحمد الحارثي غوث سقطرى، توفيت في عام  273هـ الموافق 886م في جزيرة سقطرى وهو نفس العام الذي توفى فيه الصلت بن مالك الخروصي (حكم من  237-272)

## انتقالها لجزيرة سقطرى
نشأت الزهراء السقطرية في سمد الشأن وكانت تذهب مع والدها لزيارة نسيبهم الوالي القاسم بن محمد الجهضمي السمدي في جزيرة سقطرى يوم كانت تابعة لعمان وذلك في زمن الإمام الصلت بن مالك الخروصي، السيرة الزكية للمرأة الإباضية كانت جزيرة سقطرى جزءا من الإمبراطورية العمانية، وللإمام الصلت بن مالك وال عليها، يمثله، ويدير شؤونها، ومن خلال عهد الإمام ووثيقته (العهد الذي سلمه الإمام لقادة حملة تحرير سقطرى)  نستنج وجود تنوع ثقافي إسلامي في غالبه إباضي ـ سنّي، مع وجود أقلية لا بأس بها من النصارى، الذين هنئوا بالعيش تحت ظل وعدالة الإسلام، ولكنهم مع ذلك ظلت علاقاتهم مع بني جلدتهم من نصارى الحبشة في أشدها، ووصلت في عهد الإمام إلى درجة تعاون نصارى سقطرى مع نصارى الأحباش، وأثناء وجودها حدث أن نكث النصارى وخانوا العهود في هذه الجزيرة فقتلوا واليها القاسم بن محمد وسلبوا ونهبوا وأحرقوا المنازل والمساجد واستباحوا أموال ودماء المسلمين وحرماتهم وأخذوا الجزيرة قهرا
قتل قريبها السلطان القاسم بن محمد الجهضمي الذي كان سلطاناً على جزيرة سقطرى اليمنية على يد أحباش مسيحيين فكتبت قصيدة استغاثة إلى الإمام الصلت بن مالك الخروصي اليحمدي الذي تولى الإمامة في عُمان عام 273هـ/886م، تقول فيها:
فسيّر الإمام الصلت جيشًا إلى جزيرة سقطرى في مائة مركب؛ فأنقذ الجزيرة وهزم الأحباش.